# Pausik

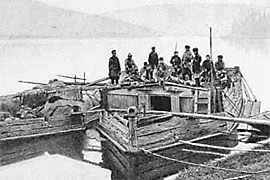
Pauzok sur la Lena en 1881.

Un pauzok (du russe : Паузок signifiant "araignée") ou pauzik est un bateau fluvial à fond plat et sans pont, à rames et à voile, conçu pour parcourir les rivières russes. 

## Description
Avec une capacité de charge de 120 tonnes, ces bateaux transportent fret et passagers. Habituellement, les pauzoks accompagnent les gros navires car ils sont utiles pour le transport de cargaisons dans les hauts-fonds des cours d'eau. Ces bateaux sont principalement construits dans les régions du nord de la Russie, entre autres sur la Volga, la rivière Lena.  
Ce bateau est stable et peut naviguer indépendamment dans les rapides et les eaux fluviales profondes. Le mât simple mesure généralement 24 m de hauteur. Les rames et des barres épaisses de bois appelées Opleukha (en russe : оплеуха se traduisant par gifle au visage), aident les bateliers à la manœuvre dans le courant, pour éviter qu'il ne heurte les rives, ou comme levier avec les rames pour déplacer le navire dans les hauts-fonds.   